# میرزا حسین اصفهانی
میرزا شاه‌حسین اصفهانی (درگذشتهٔ ۹۲۹ قمری/۹۰۲ خورشیدی) وکیل‌السلطنهٔ شاه اسماعیل یکم بوده‌است. این سمت در زمان شاه اسماعیل یکم، دومین شخص مهم کشور پس از شاه محسوب می‌شده‌است. میرزا ابراهیم اصفهانی (مؤلف فرهنگ میرزا ابراهیم) فرزند وی بوده‌است.
همچنین پدر میرزا حسین، شیخ یوسف بنّا از صوفیان و بنّاهای معروف اصفهان بوده‌است که آرامگاه او هنوز در اصفهان پابرجاست.

## رسیدن به مقام وکالت سلطنت
شاه‌حسین در جوانی به معماری و بنّایی مشغول بوده‌است. از چگونگی ورود او به دربار صفوی اطلاعی در دست نیست. به گفتهٔ سام میرزا، شاه‌حسین به سبب داشتن خط نیکو، مدتی محصل مالیات دیوانی اصفهان بود. او در سال ۹۰۹ قمری، وزیرِ دورمیش خان شاملو، داروغهٔ اصفهان و خواهرزادهٔ شاه شد. پس از جنگ چالدران در سال ۹۲۰ ه‍.ق شاه‌حسین به سبب آوردن اهل حرم که در نزدیکی چالدران سرگردان بودند و رساندن آنها به مراغه، مورد توجه شاه اسماعیل قرار گرفت و در ۹۲۱ ق. وکیل‌السلطنه گشت.
تا پیش از جنگ چالدران عنوان کامل مقام وکیل، «وکیل نفس نفیس همایون» بود ولی پس از شکست شاه اسماعیل یکم در این جنگ و کشته شدن امیر نجم‌الدین عبدالباقی (آخرین وکیل نفس نفیس همایون) نام این سمت به «وکیل‌السلطنه» تغییر یافت و به میرزا شاه‌حسین اصفهانی تفویض شد.

## مرگ
میرزا شاه‌حسین اصفهانی در ۲۸ جمادی‌الاول ۹۲۹ قمری/ اوایل اردیبهشت ۹۰۲ خورشیدی به دست مهتر شاهقلی ترکمان کشته شد. مهتر شاهقلی که از کارکنان درباری بود بنا به خصومت شخصی، میرزا حسین را کشت. علاوه بر این، تاجیک (فارسی‌زبان) بودن میرزا حسین و اختلافاتش با قزلباشها به ویژه ایل ترکمان (شاخه‌ای از قزلباش) در این خصومت مؤثر بوده‌است. دربارهٔ مرگ میرزا حسین به دست مهتر شاهقلی در عالم‌آرای شاه اسماعیل آمده‌است:
«... و دو روز شد که میرزا [حسین] از مجلس بهشت‌آیین برخاسته بود و مهتر شاه[قلی] را به در حرم رسانید و از در حرم که برگردید به در دولت‌خانهٔ مبارکه، شیطان او را از راه به در برده، از عقب میرزا بیرون آمده و خنجری زد بر کمر او که سر خنجر از طرفی دیگر بیرون آمد و گفت: امر شاه است که هر که سر مرا دوست می‌دارد حربه‌ای بزند. در حال آن جماعت در خانه او را پاره‌پاره کردند و مهتر [شاهقلی] پشیمان شده دانست که شاه [اسماعیل] او را خواهد کشت. در حال به خانهٔ خود رفته و کیسه‌ای اشرفی برداشت و با اسب بدوی شاهی سوار شده و راه گیلان را در پیش گرفته و خود را به کنار دریا رسانید و کشتی از گیلان می‌رفت به جانب شیروان. به کشتی نشسته به دررفت…»
شاه اسماعیل از مرگ میرزا حسین بسیار آزرده شد و دستور دستگیری و قتل مهتر شاهقلی را صادر کرد. خواجه جلال‌الدین محمد تبریزی (کُجُجی) جانشین میرزا شاه‌حسین اصفهانی گردید.